# Brachystegia leonensis
Brachystegia leonensis  es una especie de árbol perteneciente a la familia de las fabáceas.  Forma una parte importante de los bosques de miombo. Esta especie se encuentra en África tropical.

## Descripción
Es un árbol que alcanza un tamaño de 45 m de altura;con 1,2-2 m de diámetro; con contrafuertes pesados gruesos (o no) de 1,8 m; tronco bien formado, recto, cilíndrico, de 30 m de largo hasta las primeras ramas; corona de tamaño moderado con ramas ascendentes, bastante abiertas; ramas caídas.

## Ecología
Se encuentra en las crestas y valles cerca del agua en el bosque tropical de hoja perenne; a veces localmente abundante; laderas rocosas superiores; bosques abiertos; a una altitud de 200-500 metros.
Es confundido con Erythrophleum guineense, Didelotia idae.

## Distribución
Se distribuye por Costa de Marfil, Liberia y Sierra Leona.

## Taxonomía
Brachystegia leonensis fue descrita por Burtt Davy & Hutch. y publicado en Bulletin of Miscellaneous Information Kew 1923(4): 156. 1923.